# Фінеас і Ферб
«Фінеас і Ферб» (англ. «Phineas and Ferb») — американський анімаційний комедійний телесеріал, що виходив з 2007 до 2015 року. Після 10-річної перерви вихід 5 сезона серіалу заплановано на 5 червня 2025.
Спочатку 17 серпня та 28 вересня 2007 року було показано для попереднього перегляду один епізод, офіційно прем'єра відбулася 1 лютого 2008 року на телеканалі «Disney Channel». Серіал показує пригоди школярів Фінеаса Флінна і його англійського зведеного брата Ферба Флетчера під час літніх канікул. Кожен день вигадують собі нові заняття, що дратує їхню сестру, Кендес, яка скаржиться на це матері, Лінді Флінн-Флетчер, і рідше батькові, Лоуренсу Флетчеру. В них як домашній улюбленець живе Качкодзьоб Перрі, який насправді є шпигуном («Агент П») в ОБКА (Організації без Крутої Абревіатури), та бореться проти злого вченого Гайнца Дуфеншмірца.
2023 року було оголошено про відродження «Фінеаса і Ферба» в рамках угоди співтворця мультсеріалу Дена Повенмайра з «Disney Branded Television». Згідно угоди буде створено ще 40 епізодів мультсеріалу, розділені у два сезони.

## Опис
Шоу розповідає про пригоди зведених братів Фінеаса Флінна і Ферба Флетчера, які живуть у вигаданому місті Денвіль. Веселі вигадники, вони постійно придумують нові винаходи й божевільні плани порятунку світу. Якимось чудесним чином вони конструюють неймовірні пристрої та споруди, будь то Американські гірки через все місто або Найвища будівля у світі, Портал на Марс або машина часу. Крім того, брати встигають брати участь в абсолютно різних мислимих і немислимих заходах і змаганнях: вони можуть стати за пів дня популярними, створивши групу одного хіта, або ж відкрити свою лінію одягу, можуть влаштувати влітку зиму або здійснити навколосвітню подорож за один день. Їх витівки дратують сестру Кендес, яка жаліється на них батькам. Вона всіма силами намагається застати хлопчиків за їх справами у присутності мами. Однак, як би дівчина не старалася, все, що створюють Фінеас і Ферб протягом дня, миттєво зникає у неї на очах за секунду до того, як мама таки зверне увагу.
Паралельно домашній качкодзьоб хлопчиків, Перрі, переконавшись, що ніхто його не помічає, надягає фетровий капелюх, ховається і направляється в секретний притулок, стаючи Агентом П, а працює він під прикриттям в ОБКА, або в Організації без Крутої Абревіатури, що бореться зі злом в місті. Глава ОБКА, майор Монограмм кожен день дає Агенту П завдання зупинити лихого ученого, доктора Гайнца Дуфеншмірца, який не зупиниться ні перед чим, щоб побудувати чергову машину, що породжує зло, але обов'язково має закінчення «-інатор» (наприклад, Магнітоусілітелінатор, Рекламаінатор, Транспортінатор і т.д), інакше б всі його винаходи не були «злісними». Агент П направляється в лігво ученого, високий хмарочос «Корпорація Злого Дуфеншмірца», де «відчайдушно» б'ється з доктором, щоразу здобуваючи над ним перемогу, в результаті чого, новий «-інатор» Дуфеншмірца або вибухає, або випускає в місто випромінювання, що часто є причиною зникнення споруд Фінеаса і Ферба або появи чергової аномалії в Денвілі. Епізод закінчується поверненням Перрі у своєму «домашньому» образі та фразою Фінеаса «А, ось ти де, Перрі».

## Список епізодів
| Сезон                                | Епізоди          | Серії            | Оригінальна трансляція | Оригінальна трансляція |
| Сезон                                | Епізоди          | Серії            | Перший етер            | Останній етер          |
| ------------------------------------ | ---------------- | ---------------- | ---------------------- | ---------------------- |
| 1                                    | 47               | 26               | 17 серпня 2007         | 20 березня 2009        |
| 2                                    | 65               | 39               | 19 лютого 2009         | 11 лютого 2011         |
| 3                                    | 62               | 35               | 4 березня 2011         | 30 листопада 2012      |
| 4                                    | 48               | 35               | 7 грудня 2012          | 12 червня 2015         |
| Спеціальний епізод                   | 9 листопада 2015 | 9 листопада 2015 | 9 листопада 2015       | 9 листопада 2015       |
| Фінеас і Ферб у другому вимірі       | 5 серпня 2011    | 5 серпня 2011    | 5 серпня 2011          | 5 серпня 2011          |
| Фінеас і Ферб: Кендес проти Всесвіту | 28 серпня 2020   | 28 серпня 2020   | 28 серпня 2020         | 28 серпня 2020         |

## Озвучування та дубляж
| Персонаж                                 | Озвучування                                                                                         | Дубляж |
| Головні персонажі                        | Головні персонажі                                                                                   | Головні персонажі |
| ---------------------------------------- | --------------------------------------------------------------------------------------------------- | --- |
| Фінеас Флінн                             | Вінсент Мартелла                                                                                    | Денис Капустін (1, 3 сезони), Максим Чумак (2, 4 сезони) Арсен Шавлюк (4 сезон), Дмитро Гарбуз (дорослий) Віктор Григор'єв (Закон Майла Мерфі, 2 сезон) |
| Ферб Флетчер                             | Томас Броді Сангстер Девід Ерріґо Джуніор (Закон Майла Мерфі, Фінеас і Ферб: Кендес проти Всесвіту) | Тарас Нестеренко (1, 3 сезони) Павло Скороходько (2, 4 сезони) Арсен Шавлюк (Закон Майла Мерфі, 2 сезон)                                                |
| Кендес Флінн                             | Ешлі Тісдейл                                                                                        | Ганна Кузіна (1, 3 сезони) Анастасія Зіновенко (2, 4 сезони; Закон Майла Мерфі, 2 сезон)                                                                |
| Перрі-Качкодзьоб                         | Ді Бредлі Бейкер                                                                                    | |
| Гайнц Дуфеншмірц                         | Ден Повенмаєр                                                                                       | Дмитро Завадський |
| Другорядні персонажі                     | | |
| Ізабелла Ґарсіа-Шапіро                   | Елісон Стоунер                                                                                      | Ганна Голосніченко (1, 3 сезони) Єлизавета Зіновенко (3 сезон; Закон Майла Мерфі, 2 сезон) Дарина Муращенко (2, 4 сезони)                               |
| Бальджит Тжиндер (Балджіт — 2, 4 сезони) | Молік Пенчолі                                                                                       | Богдан Темченко (1, 3 сезони) Ніна Касторф (2, 4 сезони; Закон Майла Мерфі, 2 сезон) Лідія Муращенко Тетяна Антонова (4 сезон)                          |
| Б'юфорд Ван Стормм                       | Боббі Ґейлор                                                                                        | Максим Білоногов (1, 3 сезони) Олександр Погребняк (2, 4 сезони; Закон Майла Мерфі, 2 сезон) Сергій Могилевський (4 сезон)                              |
| Лінда Флінн-Флетчер                      | Керолайн Реа                                                                                        | Людмила Ардельян |
| Лоренс Флетчер                           | Річард О'Браєн                                                                                      | Михайло Войчук (1, 3 сезони) Олег Лепенець (2, 4 сезони)                                                                                                |
| Френсіс Монограмм                        | Джефф «Свомпі» Марш                                                                                 | Микола Боклан (1, 3 сезони) Юрій Коваленко (2, 4 сезони) Олег Лепенець (4 сезон)                                                                        |
| Карл                                     | Тайлер Манн                                                                                         | Максим Запісочний (1, 3 сезони) Лідія Муращенко (2, 4 сезони)                                                                                           |
| Джеремі Джонсон                          | Мітчел Муссо                                                                                        | Андрій Федінчик |
| Стейсі Хірано                            | Келлі Гу                                                                                            | Марина Локтіонова (1, 3 сезони) Юлія Перенчук (2, 4 сезони)                                                                                             |
| Ванесса Дуфеншмірц                       | Олівія Олсон                                                                                        | Валентина Лонська (1, 3 сезони) Катерина Буцька (2, 4 сезони)                                                                                           |
| Шарлін Дуфеншмірц                        | Елісон Дженні                                                                                       | Ольга Радчук (1, 3 сезони), Олена Яблочна (2, 4 сезони)                                                                                                 |
| Бетті Джо Флінн                          | Керолайн Реа                                                                                        | Ірина Дорошенко |
| Вініфред Флетчер                         | Джейн Кар                                                                                           | Ірина Дорошенко |
| Клайд Флінн                              | Баррі Боствік                                                                                       | Валерій Шептекіта (1, 3 сезони) |
| Реджинальд Флетчер                       | Малкольм Макдавелл                                                                                  | Валерій Шептекіта (1 сезон) Юрій Висоцький (2, 4 сезони)                                                                                                |
| Сьюзі Джонсон                            | Карі Валгрен                                                                                        | Мар'яна Чернілевська (1, 3 сезони) Марина Локтіонова (3 сезон) Катерина Брайковська (2, 4 сезони)                                                       |
| Альберт Ду Бойс                          | Дейдрік Бейдер                                                                                      | Максим Кондратюк (2 сезон) |
| Ірвінґ Ду Бойс                           | Джек МакБраєр                                                                                       | Юрій Кудрявець (2, 4 сезони) Володимир Канівець (3 сезони) Дмитро Сова (3 сезон)                                                                        |
| Норм                                     | Джон Винер                                                                                          | Ігор Волков (1, 3 сезони) Михайло Тишин (2, 4 сезони)                                                                                                   |

А також: Валерій Легін, Андрій Мостренко, Олександр Ігнатуша, Ярослав Чорненький, Євген Пашин, Михайло Жонін, Олесь Гімбаржевський, Анатолій Зіновенко, Андрій Твердак, Олександр Завальський, Наталя Романько-Кисельова, Олена Узлюк, Наталя Ярошенко, Лариса Руснак, Аліса Гур'єва, Катерина Сергеєва.
Співали у 1 і 3 сезонах — Валентина Лонська, Сергій Юрченко, Володимир Трач, у 2 і 4 сезонах — Андрій Твердак, Павло Скороходько, Дарина Муращенко.
Мультсеріал дубльовано студіями «Le Doyen» (1 і 3 сезони) й «1+1» (2 і 4 сезони) на замовлення «Disney Character Voices International» у 2010—2015 роках.
- Режисерки дубляжу — Ольга Чернілевська, Дарина Муращенко, Аліса Гур'єва
- Перекладачка тексту та пісень — Ольга Брежко
- Музична керівниця — Тетяна Піроженко
- Звукорежисери — Олег Кульчицький, Боб Шевяков, Андрій Зінич, Олексій Масальцев

## Музика
Пісні охоплюють безліч жанрів, від мадригалів 16-го століття до популярних мелодій бродвейських шоу. Кожна написана в інтенсивному темпі у процесі виробництва епізоду: ідея, мотив та текст розгортаються досить швидко. Разом Марш і Повенмаєр можуть «написати пісню майже про що завгодно», і за одну годину максимум. Музична заставка, яка в оригіналі називається «Today Is Gonna Be a Great Day» ("укр.переклад: « Сьогодні буде крутий день, укр. варіант мультсеріалу: Почалися три місяці літніх канікул) у виконанні американського гурту Bowling for Soup був номінований на премію Еммі у 2008 році. Автори написали спочатку трохи повільнішу версію пісні у стилі „Класичного Діснея“, але мережа відчула необхідність змін, і, саме тому, щоб привернути увагу сучасних дітей, доручили створити рок-версію, яка й стала остаточним варіантом.

## Персонажі

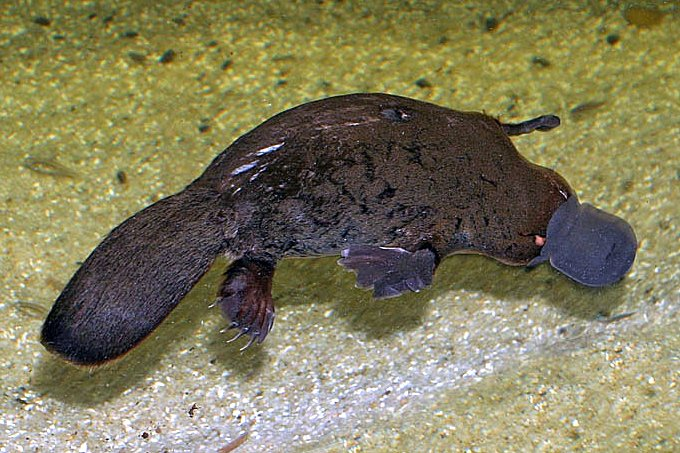
Качкодзьоб був включений до серіалу завдяки своїй цікавій зовнішності.

Фінеас Флінн (англ. Phineas Flynn) — хлопчик, який народився і живе в сім'ї Лінди Флінн-Флетчер (англ. Linda Flynn-Fletcher) і вітчима Лоуренса Флетчера (англ. Lawrence Fletcher). У Фінеаса є рідна старша сестра Кендес і зведений брат з боку Лоренса — Ферб.
Фінеас чемний, оптиміст і не втрачає контролю, що б не відбувалося. За сюжетом, його вигадки будуть високо оцінені в майбутньому, де він стане п'ятикратним лауреатом Нобелівської премії.
Ферб Флетчер (англ. Ferb Fletcher) — зведений брат Фінеаса і Кендес. Ферб народився у Великій Британії, тому, як і його батько, говорить британським варіантом англійської. Відомо, що Ферб — скорочення від повного імені, яке так і не було озвучене. На відміну Фінеаса, Ферб мовчазний, зате його слова завжди влучні. Ферб володіє багатьма мовами, навіть здатний спілкуватися з дельфінами й марсіанами. Він відмінно грає на численних музичних інструментах.
Кендес Ґертруда Флінн (англ. Candace Gertrude Flynn) — старша сестра Фінеаса і Ферба. Висока, симпатична, рудоволоса п'ятнадцятирічна дівчина з великими синіми очима. Її основна мета в епізодах серіалу — зловити братів за їхніми витівками в присутності мами. Мріє стати відомою співачкою, а поки вміє грати на багатьох музичних інструментах.
Перрі — домашній качкодзьоб бірюзового кольору. Як вважають Фінеас із Фербом, він ледачий, однак Перрі веде подвійне життя. Насправді він Агент П — позаштатний співробітник секретної спецслужби «О. Б. К. А.» (Організація Без Крутої Абревіатури), що бореться проти доктора Дуфеншмірца.
Лінда Флінн-Флетчер — рідна мати Фінеаса і Кендес, мачуха Ферба. В минулому Ліндана. Коли Кендес дзвонить їй з приводу братів, завжди переконується, що все в порядку. Коли Кендес не дзвонить їй, бажаючи пожалітися на братів, хвилюється і приїжджає. У підлітковому віці зустрічалася з Гайнцом Дуфеншмірцем, але пізніше розсталася з ним. Ніколи не сприймає розповіді Кендес, Фінеаса і Ферба про їх пригоди в прямому сенсі слова, але в серії "Слово дня" підтримала їхній замір.

## Нагороди та номінації
| Нагорода | Підсумок   |
| 2013 Kids' Choice Awards                                                                                                 |            |
| Favorite Cartoon | Номінація  |
| 1st Annual Cynopsis Kids !magination Awards                                                                              |            |
| Best Tween Series | Перемога   |
| Best Tween Special/TV Movie (за телефільм «Фінеас і Ферб: У другому вимірі»)                                             | Перемога   |
| 2012 Kids' Choice Awards                                                                                                 |            |
| Favorite Cartoon | Номінація  |
| 2011 Children's representatives ceremony (Israel):                                                                       |            |
| Favorite Cartoon | Номінація  |
| 2011 Kids' Choice Awards Argentina:                                                                                      |            |
| Favorite Cartoon | Перемога   |
| 2011 Kids' Choice Awards Mexico:                                                                                         |            |
| Favorite Cartoon | Перемога   |
| 2011 Kids' Choice Awards:                                                                                                |            |
| Favorite Cartoon | Номінація  |
| 2010 Премія «Енні» |            |
| Best Writing in a Television Production (за епізод «Nerds of a Feather»)                                                 | Номінація  |
| 2010 Денна премія «Еммі»                                                                                                 |            |
| Outstanding Writing in AnimationB                                                                                        | Перемога   |
| Outstanding Original Song — Children's and Animation (за пісню «Come Home Perry»)                                        | Номінація  |
| Outstanding Achievement in Music Direction and Composition                                                               | Номінація  |
| Outstanding Achievement in Sound Editing — Live Action and Animation                                                     | Номінація  |
| 2010 Kids' Choice Awards:                                                                                                |            |
| Favorite Cartoon | Номінація  |
| 2009 Дитяча премія БАФТА                                                                                                 |            |
| Best TV | Номінація  |
| 2009 Премія «Еммі»: |            |
| Outstanding Special Class — Short-format Animated Programs (за епізод «The Monster of Phineas-n-Ferbenstein»)            | НомінаціяA |
| 2009 Pulcinella Awards:                                                                                                  |            |
| Special Mention — Best Flash Animation                                                                                   | Перемога   |
| Best TV Series for Kids                                                                                                  | Перемога   |
| 2009 Премія «Енні»: |            |
| Best Animated Television Program                                                                                         | Номінація  |
| 2009 Kids' Choice Awards:                                                                                                |            |
| Favorite Cartoon | Номінація  |
| 2008 Дитяча премія БАФТА                                                                                                 |            |
| Best International | Номінація  |
| 2008 Премія Еммі: |            |
| Outstanding Original Main Title Theme Music (за „Today Is Gonna Be a Great Day“)                                         | Номінація  |
| Outstanding Original Music and Lyrics (за „Немає відчуття ритму“ з епізоду»Dude, We're Getting the Band Back Together!«) | Номінація  |

1.↑  Academy of Television Arts & Sciences оголосила, що не буде визначати переможця в цій номінації.
2.↑  Разом з »Роги і копита. Повернення".

## Фільми

### Фінеас і Ферб у другому вимірі
3 березня 2010, в пресрелізі Disney було оголошено про вихід телевізійного фільму, заснованого на серіалі «Фінеас і Ферб», під назвою «Фінеас і Ферб у другому вимірі» (Phineas and Ferb The Movie: Across the 2nd Dimension). Фільм вийшов в етер на «Disney Channel» 5 серпня 2011.
Фінеас і Ферб допомагають доктору Дуфеншмірцу побудувати новий пристрій, який переносить їх паралельний вимір. У паралельному світі брати нарешті дізнаються, що Перрі Качкодзьоб — секретний агент. Паралельний Дуфеншмірц виявляється дійсним злим генієм і брати беруться йому протистояти.

### Фінеас і Ферб: Кендес проти Всесвіту
Другий повнометражний фільм по серіалу. Прем'єра відбулась 28 серпня 2020 року ексклюзивно на стримінговому сервісі «Disney+».

## Трансляція
У всьому світі, шоу можна побачити на каналах «Disney Channel», «Disney XD» і на платформі «Disney+».